# IPTV
Internet Protokol television (IPTV) er et system igennem hvilken en digitalt tv-service kan formidles ved anvendelse af arkitekturen og datanetmetoder fra Internetprotokollerne over et pakkekoblet datanet infrastruktur, f.eks. internettet og bredbånd internetforbindelsesdatanet, i stedet for at blive formidlet via traditionel radiofoni broadcast, satellitsignaler og kabel-tv (CATV) formater.
IPTV services kan klassificeres i flere hovedgrupper:
- live television
- time-shifted programmer
- indhold (eller video) on demand

IPTV adskiller sig fra generel internet-baseret eller web-baseret multimedia services ved dets aktuelle standardiseringsproces (f.eks. ETSI).

## Definition
Historisk er mange forskellige definitioner af IPTV dukket op, inklusiv simple datastrømme over IP-datanet, transportstrømme over IP-datanet og et antal proprietære systemer.
I dag er det for tidligt (2007) at sige, at der er fuld konsensus af hvad eksakt IPTV er. I dag er der ingen tvivl om at den bredest anvendte definition i dag for hvad forbruger-IPTV er. Definitionen af IPTV er én eller flere program transportstrømme (MPTS) som har ophav fra samme netværksoperatør, som direkte styrer (og evt. ejer) hele vejen fra IPTV-kilden til forbrugerens boligs vægstik eller tv-modtagerboks.

Denne styring af formidlingen muliggør en garanteret servicekvalitet (QoS) og muliggør også at serviceudbyderen kan tilbyde en bedre forbrugeroplevelse såsom bedre program guide, interaktive services osv.
Den officielle definition godkendt af International Telecommunication Union fokus gruppe på IPTV (ITU-T FG IPTV) er følgende:
- "IPTV is defined as multimedia services such as television/video/audio/text/graphics/data delivered over IP based networks managed to provide the required level of quality of service and experience, security, interactivity and reliability."